# بخش شیرین‌سو (مانه)
بخش شیرین‌سو، یکی از بخش‌های شهرستان مانه در استان خراسان شمالی ایران است. مرکز این بخش، روستای خرتوت است.

## تقسیمات کشوری
- بخش شیرین‌سو
  - دهستان کهنه جلگه
  - دهستان شیرین‌سو

## جمعیت
بر پایه سرشماری عمومی نفوس و مسکن در سال ۱۳۹۵، جمعیت بخش شیرین‌سو برابر با ۹٬۶۱۸ نفر بوده‌است.